# Новий союзний договір

ССД-федерація

Новий союзний договір — проект договору, який замінив би Договір 1922 року про утворення СРСР, щоб врятувати і реформувати Радянський Союз. Церемонія підписання договору між РРФСР і деякими іншими союзними республіками була призначена на 20 серпня 1991 року, але днем раніше їй завадив серпневий путч. Підготовка цього договору була відома як Новоогарьовський процес, названий на честь Ново-Огарьово, урядової садиби, де велася робота над документом і де Президент СРСР і Генеральний секретар КПРС Михайло Горбачов розмовляв з керівниками союзних республік.

## Передісторія
Вперше ідея укладення нового союзного договору була відображена в резолюції «Про Союзний договір», прийнятій Верховною Радою Естонської РСР 16 листопада 1988 року, що говорила про те, що Верховна Рада Естонської РСР, ґрунтуючись на Декларації про суверенітет, входить до Президії Верховної Ради СРСР з пропозицією розробити новий союзний договір, і уповноважує Президія Верховної Ради Естонської РСР представляти інтереси республіки при розробці тексту договору. Через два роки, після прийняття закону про відновлення незалежності, Верховна Рада Естонії відмовився від цієї ідеї.

## Федерація
У березні 1991 року відбувся референдум, на якому проголосували за збереження і оновлення СРСР більшість населення, — за винятком шести республік (Литва, Естонія, Латвія, Грузія, Молдова, Вірменія), які раніше оголосили про незалежність або про перехід до незалежності згідно з результатами раніше проведених в цих республіках референдумів про незалежність.
На основі концепції референдуму уповноваженою центральною і республіканською владою робочою групою в рамках т.з. Новоогарьовського процесу навесні-влітку 1991 року був розроблений проєкт по укладенню нового союзу — Союзу Суверенних Держав (ССД) як м'якої федерації.
Членами ССД повинні були стати дев'ять із п'ятнадцяти союзних республік колишнього СРСР (Азербайджан, Білорусь, Казахстан, Киргизстан, Росія, Таджикистан, Туркменістан, Узбекистан, Україна), а також ряд автономних республік (Татарстан, Башкортостан, Якутія, Чечено-Інгушетія, Крим, Абхазія, Придністров'я, Гагаузія).
Проєкт договору про створення ССД був двічі парафований — 23 квітня і 17 червня 1991 року. Остаточна редакція «Договору про Союз суверенних держав» була опублікована в газеті «Правда» 27 червня. У тій же газеті 3 серпня 1991 року було опубліковано звернення Горбачова по телебаченню, в якому наголошувалося, що «союзний договір відкритий до підписання» з 20 серпня 1991 року.
У новому Договорі указувалося:
|  | Держави, котрі створюють Союз, володіють всією повнотою політичної влади, самостійно визначають свій національно-державний устрій, систему органів влади і управління, вони можуть делегувати частину своїх повноважень іншим державам — учасникам Договору… |

Більш того, в 4-му розділі 23-ї статті нового Договору мовилося:
|  | Цей договір… набуває чинності з моменту підписання… повноважними делегаціями. Для держав, що його підписали, з тієї ж дати вважається таким, що втратив силу Договір про утворення Союзу РСР 1922 року. |

Передбачалося, що першими договір підпишуть делегації Російської Федерації, Казахстану і Узбекистану. Урочисту церемонію підписання планували провести у Москві. Однак у результаті спроби державного перевороту (ДКНС, 19 серпня 1991) утворення ССД було зірване, суперечності між центральною і республіканською владою та національними елітами поглибилися, і майже всі союзні республіки одна за одною оголосили про незалежність.

## Конфедерація
Восени 1991 р. по санкції центральної влади та республіканських органів робочою групою Новоогарьовського процесу був розроблений новий проєкт — по створенню ССД як конфедерації суверенних  республік 
Попередня згода на підписання 9 грудня 1991 року договору про створення ССД зі столицею в Мінську була дана 14 листопада 1991 року тільки сімома республіками (Білорусь, Казахстан, Киргизстан, Росія, Таджикистан, Туркменістан, Узбекистан), а дві республіки (Азербайджан і Україна) відмовилися увійти до конфедеративного союзу.
8 грудня 1991 року президенти трьох держав (Білорусі, Росії та України) на зустрічі в Біловезькій пущі (Мінськ, Білорусь) разом із констатацією припинення існування СРСР оголосили про неможливість утворення ССД і підписали Угоду про створення Співдружності Незалежних Держав (СНД) як міжнародної та міждержавної організації.
Багатобічної згоди по запропонованому пізніше (у березні 1994 р.) проєкту створення аналогічного конфедеративного союзу (Євразійський Союз) також не було досягнуто. Дві держави вступили в Союз Росії і Білорусі.